# Campiña de Huelva

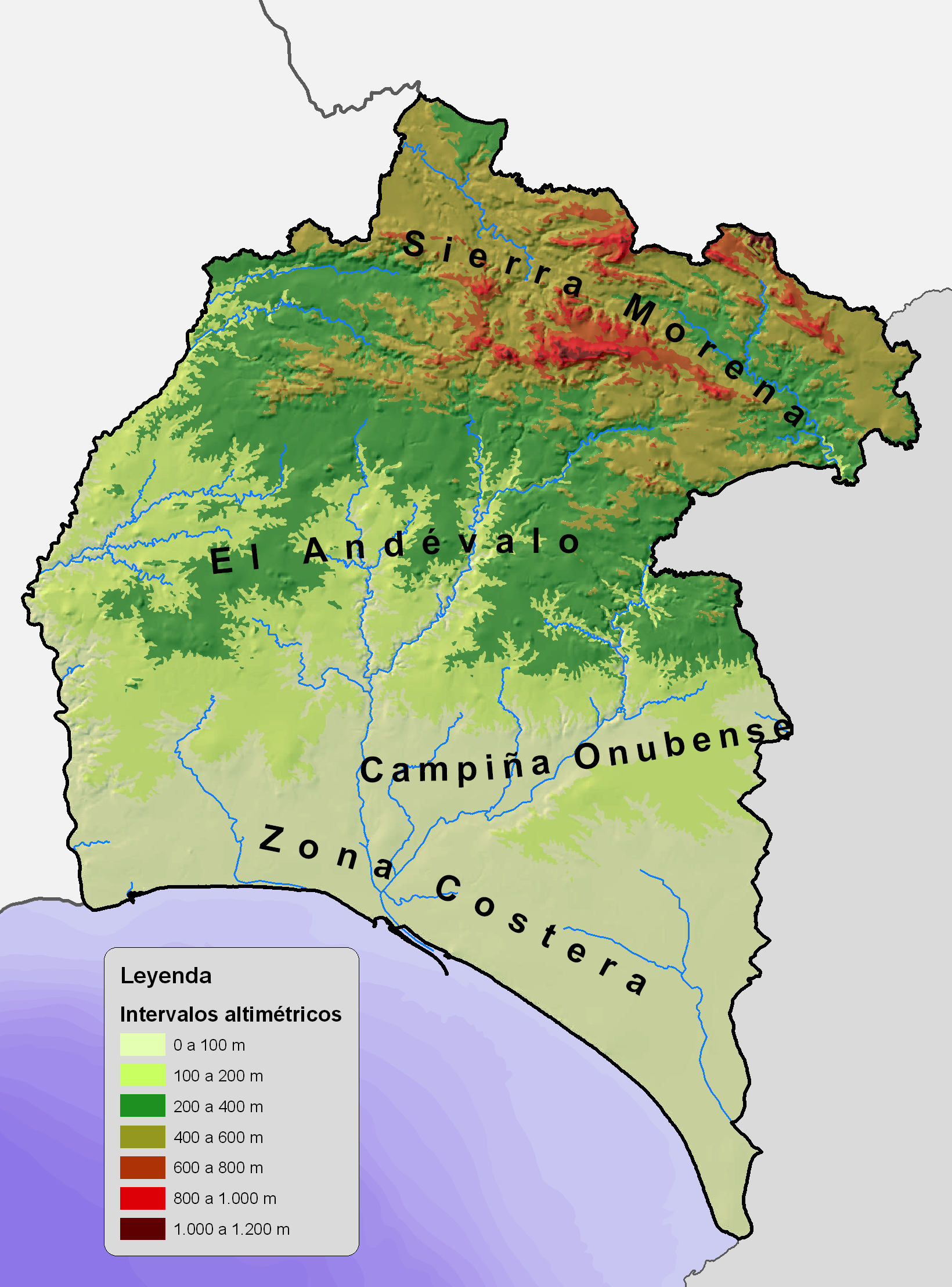
Mapa de la Campiña onubense

La Campiña de Huelva o campiña onubense se extiende por una y calurosa franja estrecha que cruza la provincia desde Portugal hasta la campiña sevillana. Se pueden distinguir dos áreas: en la primera los materiales son fundamentalmente margosos, y los suelos predominantes son calcisoles, vertisoles y, más escasos, cambisoles. Al sur, donde el calor pega más fuerte por su comunicación a la costa de la luz , donde dominan las calcarenitas se sitúan calcisoles, cambisoles, regosoles y luvisoles.
Dentro de los vertisoles, son muy importantes los suelos de albariza, desarrollados sobre un substrato margocalizo, de color amarillento-blanco y en donde se obtienen los mejores rendimientos de la viña en la región del Condado. Su capacidad de retención de agua permite que la cepa disponga de recursos durante la seca estación estival. También hay que destacar el bujeo en el Condado-Campiña. Son suelos sedimentarios, propios de la franja central, conocidos como bujeos pero con diferentes variedades. En general, todos estos suelos son fértiles y profundos, ricos en humus y fáciles de trabajar, presentando cuatro horizontes de suelo fértil. Son ideales para el desarrollo agrario, por lo que tradicionalmente han estado ocupados intensamente por la agricultura tradicional (tríada o trilogía mediterránea de olivo, vid y cereal).

La campiña es una llanura sedimentaria con suaves ondulaciones, en contacto con la depresión del Guadalquivir, formada por materiales terciarios y cuaternarios, se distinguen varias zonas: la depresión interior, la meseta interior, el campo de Tejada, y la zona de los alcores. Los materiales que las forman son mayoritariamente arenas, limos y arcillas, aunque también abundan las margas azules, propias de la sedimentación marina.
Al sur de esta zona, en contacto con las marismas, se disponen otros materiales más recientes y menos cohesionados formados mayoritariamente por areniscas que en muchos lugares afloran en forma de costras. La marisma es el sector de formación más reciente y cercano a la costa, donde se dan formaciones típicas de marismas, caños, lagunas, esteros, junto a zonas de arenas y dunas. Está formado mayoritariamente por materiales muy finos, normalmente arcillas, y expuestos tanto a la dinámica continental como marítima. Estos materiales aún no están muy consolidados.